# Dévai Péter
Dévai Péter (Budapest, 1944. szeptember 23. –) magyar színész.

## Életpályája
1965-től a Pinceszínházban indult a pályája. 1967-től a Veszprémi Petőfi Színházhoz szerződött. 1986-tól két-két évadot a nyíregyházi Móricz Zsigmond Színház és a Magyar Néphadsereg Művészegyüttesének társulatában töltött. 1990-től az egri Gárdonyi Géza Színház tagja volt. Középiskolákban rendhagyó irodalom óráival lépett fel.

## Fontosabb színházi szerepei
- William Shakespeare: Hamlet.... Guildenstern
- William Shakespeare: Macbeth.... Angus
- William Shakespeare: Vízkereszt vagy amit akartok.... Curio
- William Shakespeare: A makrancos hölgy.... Biondello
- William Shakespeare: Sok hűhó semmiért.... Faszén
- William Shakespeare: Tévedések vígjátéka.... Első kereskedő, Syracusai Antipholus barátja
- George Bernard Shaw: Tanner John házassága.... Duval
- Arthur Miller: Az ügynök halála.... Stanley
- Makszim Gorkij: Kispolgárok.... Siskin, diák
- Jaroslav Hašek: Svejk.... Pokorny
- Victor Hugo: A királyasszony lovagja.... Don Manuel Arias
- Alekszandr Szergejevics Puskin: Borisz Godunov.... Második asztalnok
- Viktor Szergejevics Rozov: Hétköznapi történet.... Vaszilij
- Csokonai Vitéz Mihály: Az özvegy Karnyóné.... Karnyó
- Szigligeti Ede: II. Rákóczi Ferenc fogsága.... Nótárius
- Vörösmarty Mihály: Csongor és Tünde.... Kurrah
- Jókai Mór: Thália szekerén.... Jegyárus
- Petőfi Sándor: A helység kalapácsa.... Gombóc Mihály
- Nagy Ignác: Tisztújítás.... Schnaps, fogadós
- Szomory Dezső: Hagyd a nagypapát!.... Hondura
- Móricz Zsigmond: Úri muri.... Pincér, Jaszom, Közhuszár, Bolha Pista
- Móricz Zsigmond: Nem élhetek muzsikaszó nélkül.... Mircse, cigányprímás
- Illyés Gyula: Bölcsek a fán.... Fűrész
- Illyés Gyula: Fáklyaláng.... Sebesült tiszt
- Illyés Gyula: Malom a Séden.... Feri
- Illyés Gyula: A különc.... Vaszary Kolos, pap
- Molnár Ferenc: A hattyú.... Arzén
- Karinthy Ferenc: Házszentelő.... Fabriczky Ottó
- Dobozy Imre: A tizedes meg a többiek.... Fekete István, honvéd
- Németh László: Széchenyi.... Jósika Miklós
- Németh László: Győzelem.... Cigány
- Szakonyi Károly: Adáshiba.... Imrus
- Csurka István: Eredeti helyszín.... Vőlegény
- Hegedüs Géza: Mátyás király Debrecenben.... 2. Mester
- Köves József: Nyakigláb, Csupaháj, Málészáj.... Málészáj
- Eisemann Mihály: Én és a kisöcsém.... Főpincér
- Huszka Jenő: Lili bárónő.... Kondor, uzsorás
- Hervé: Nebáncsvirág.... Rendező
- Schönthan testvérek – Kellér Dezső – Szenes Iván: A szabin nők elrablása.... Kobak
- Giulio Scarnacci - Renzo Tarabusi: Kaviár és lencse.... Vittorio, újságkihordó
- Ödön von Horváth: Mesél a bécsi erdő.... Konferanszié